# Marcus Calpurnius Flamma
Marcus Calpurnius Flamma est un tribun militaire et un héros de la première guerre punique.
Selon Tite-Live, le consul Aulus Atilius Calatinus ayant engagé l'armée dans un défilé dangereux près de Camarme en Sicile, Calpurnius se dévoua avec 300 hommes pour la sauver (258 av. J.-C). Il échappa seul, par miracle, à une mort qui paraissait inévitable.
Pline l'Ancien raconte qu'il reçut pour ce haut fait la couronne obsidionale.